# Ruben Verheyden
Ruben Verheyden, né le 22 décembre 2000, est un athlète belge, spécialiste des courses de demi-fond.

## Biographie
Vainqueur de son premier titre national en salle, en 2021 sur 1 500 m, il remporte la médaille d'or des championnats d'Europe espoirs à Tallinn, dans le temps de 3 min 40 s 03. 
En 2022, il est sacré champion de Belgique du 1 500 m en salle et en plein air.
Le 19 mai 2024 à Rehlingen, il porte son record personnel à 3 min 33 s 62. En juin, aux Championnats d'Europe de Rome, il améliore encore son record personnel en courant en 3 min 33 s 40 et termine à la 4e place.
Le 20 juin 2025, Il bat le record de Belgique du 1 500 m au meeting de Paris de la Ligue du Diamant en 3 min 30 s 99.

## Palmarès

### International
| Date | Compétition                    | Lieu    | Résultat | Epreuve      | Marque        |
| ---- | ------------------------------ | ------- | -------- | ------------ | ------------- |
| 2021 | Championnats d'Europe de cross | Dublin  | 3e       | Relais mixte | 18 min 6 s    |
| 2021 | Championnats d'Europe espoirs  | Tallinn | 1er      | 1 500 m      | 3 min 40 s 03 |
| 2024 | Championnats d'Europe          | Rome    | 4e       | 1 500 m      | 3 min 33 s 40 |

### National
- Championnats de Belgique d'athlétisme :
  - 1 500 m : vainqueur en 2022 et 2023
- Championnats de Belgique d'athlétisme en salle :
  - 1 500 m : vainqueur en 2021 et 2022

## Records
| Épreuve | Marque        | Lieu | Date         |
| ------- | ------------- | ---- | ------------ |
| 1 500 m | 3 min 33 s 40 | Rome | 12 juin 2024 |